# Cratere Cefeo
Cefeo, o Cepheus secondo la denominazione ufficiale, è un cratere lunare di 39,43 km situato nella parte nord-orientale della faccia visibile della Luna ad una distanza approssimativamente pari al suo diametro dal più grande cratere Franklin, verso sud-est. Per la vicinanza al margine lunare, questo cratere, visto dalla Terra, appare piuttosto allungato, pur essendo circolare, per effetto prospettico.
Verso nord-nord-est si trova il poco cospicuo cratere Oersted. 
Cepheus è relativamente recente, ed il bordo è ancora netto e ben definito, con l'eccezione di un piccolo cratere a forma di tazza, designato Cepheus A, che giace proprio sul margine nordorientale. Altrove il bordo è sostanzialmente circolare, con ingrossamenti a nord ed a sud. Le pendici interne sono terrazzate in molti punti, in particolare verso nord-ovest. Al centro del pianoro interno vi è un picco maggiormente allungato nella direzione nord-sud.
Il cratere è dedicato a Cefeo, figura della mitologia greca.

## Crateri correlati
Alcuni crateri minori situati in prossimità di Cepheus sono convenzionalmente identificati, sulle mappe lunari, attraverso una lettera associata al nome.
| Cepheus | Coordinate            | Diametro (in km) |
| ------- | --------------------- | ---------------- |
| A       | 41°02′24″N 46°30′36″E | 12,47            |